# Castillo de Canossa
El castillo de Canossa es un castillo medieval situado en Canossa, Provincia de Reggio Emilia, al norte de Italia.
Es especialmente conocido por el episodio de la Humillación de Canossa, el lugar del encuentro entre el emperador Enrique IV y el papa Gregorio VII, durante la Querella de las Investiduras (1077).

## Historia

### Construcción
El castillo fue construido hacia el año 940 por Adalberto Atto, hijo de Sigifredo de Lucca, un príncipe lombardo, coronando una colina rocosa de unos 530 m s. n. m. Además de la residencia de Adalberto, el castillo incluía un convento con doce monjes benedictinos y una iglesia dedicada a san Apolonio. Estaba protegido por un triple círculo de murallas; entre los dos círculos más bajos se situaban las caballerizas y la residencia de los sirvientes.

### Alta Edad Media
Durante la Edad Media fue uno de los castillos más inexpugnables de Italia. Aquí se refugió en el año 950 Adelaida de Italia, la viuda del rey Lotario II de Italia, bajo la protección de Adalberto Atto de Canossa: su usurpador Berengario II de Italia, de la Casa de Ivrea, la sitió durante tres años en vano, intentando forzarla a casarse con su hijo.
El siguiente episodio histórico más relevante en la historia del castillo de Canossa ocurrió en 1077, el año de la famosa reconciliación entre el emperador Enrique IV y el papa Gregorio VII, amigo de Matilde de Toscana, dueña del castillo en esa época. Matilde estableció en su testamento que sus tierras deberían ser entregadas a la Iglesia después de su muerte (ocurrida en el año 1115), pero sus herederos no cumplieron sus deseos ni aceptaron tales disposiciones.

### Casa de Este

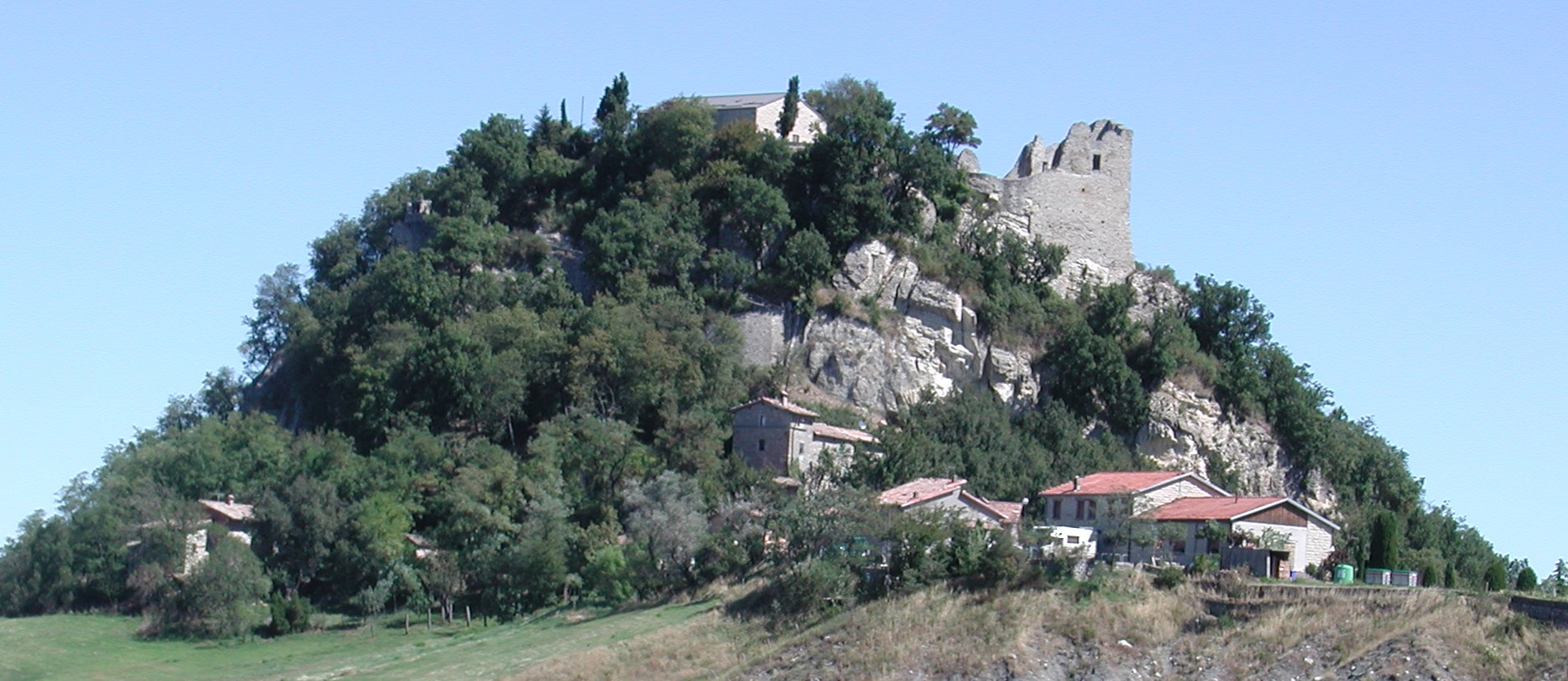
Ruinas del Castillo de Canosa.

En 1255 los soldados de la ciudad de Reggio Emilia destruyeron el castillo y la iglesia. Más tarde fue devuelta a la familia Canossa y durante los dos siglos siguientes, el castillo cambió de manos varias veces: Después de la muerte de Giberto da Correggio en 1321, el castillo pasó de nuevo a ser posesión de Reggio hasta 1402, cuando Simón, Guido y Alberto de Canossa lo recuperaron de nuevo; sin embargo, en 1409, cedieron el castillo a la Casa de Este, soberanos de Ferrara, Módena y Reggio, quienes lo mantuvieron en su poder hasta la época napoleónica (1796), salvo un corto período en el que el castillo estuvo en manos de Octavio Farnesio, duque de Parma en 1557.
En 1502 Hércules I de Este nombró castellano de Canossa al poeta Ludovico Ariosto, que vivió en el castillo durante seis meses. En 1593, el castillo de Canossa fue enfeudado a los condes Rondinelli. En 1642 el duque Francisco I de Este lo confió a los Valentini. Estos últimos fueron expulsados en 1796 por la población rebelde de Reggio, que se unió a la República Cispadana instaurada por Napoleón. Pasada la era napoleónica y durante la Unificación de Italia, el castillo retornó a los Valentini y, en el año 1878, fue adquirido por el Estado y declarado Monumento Nacional.